# Cormolain
Cormolain est une commune française, située dans le département du Calvados en région Normandie, peuplée de 391 habitants.

## Géographie
| Litteau                                           | Litteau, Planquery | Planquery |
| Saint-Germain-d'Elle (Manche)                     | Cormolain          | Sallen    |
| Saint-Germain-d'Elle (Manche), Montrabot (Manche) | Sallen             | Sallen    |

### Hydrographie
La commune est située dans le bassin Seine-Normandie. Elle est drainée par la Drome, le ruisseau du Vey, le ruisseau de la Mare Briard, le fossé 01 de la Haie Pagot, le fossé 01 du Pont Hébert, la Drôme et un autre petit cours d'eau,.
La Drôme, d'une longueur de 58 km, prend sa source dans la commune de Souleuvre en Bocage et se jette  dans l'Aure à Maisons, après avoir traversé 26 communes. 

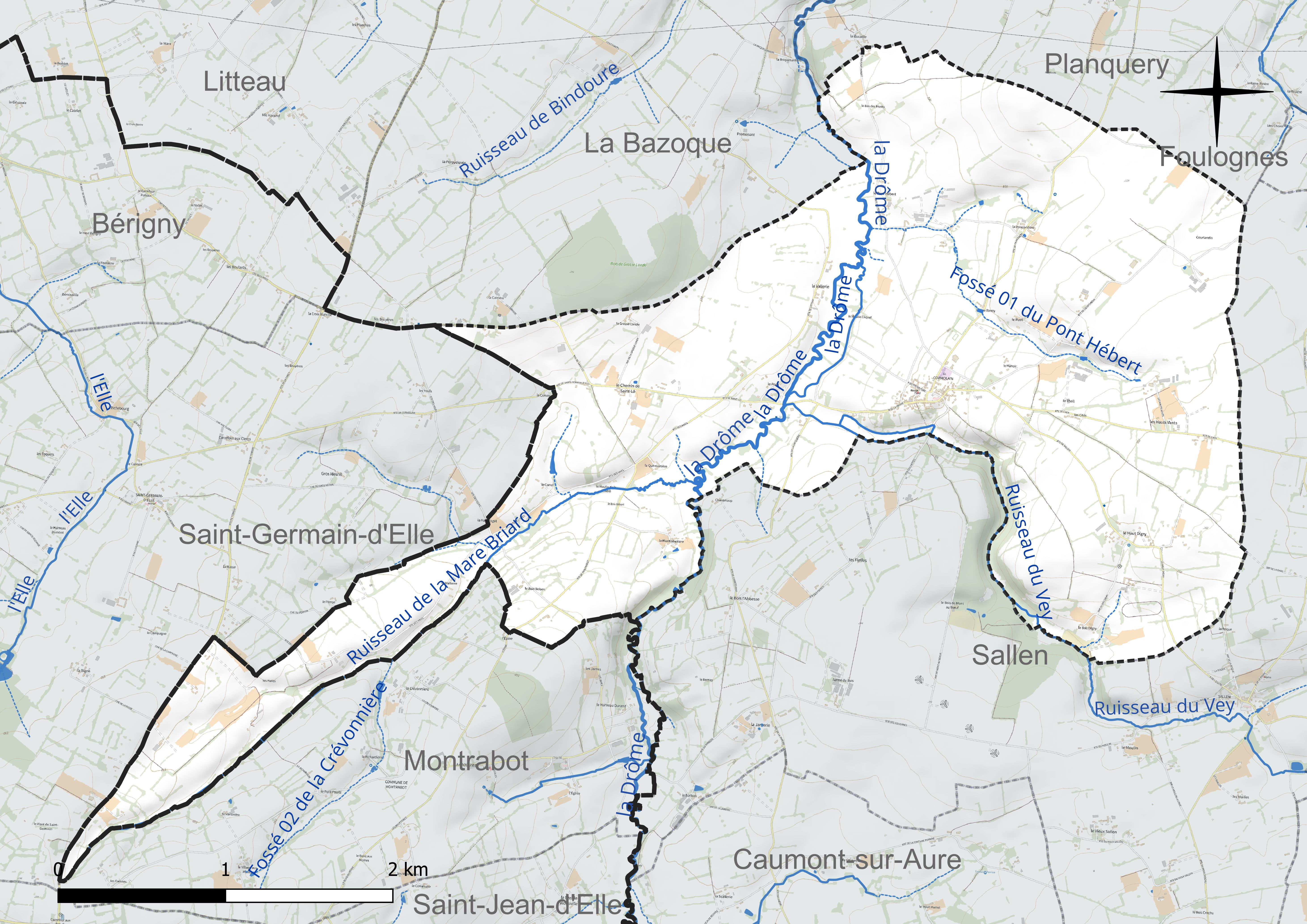
Réseau hydrographique de Cormolain.

### Climat
Pour des articles plus généraux, voir Climat de la Normandie et Climat du Calvados.
En 2010, le climat de la commune est de type climat océanique franc, selon une étude du CNRS s'appuyant sur une série de données couvrant la période 1971-2000. En 2020, Météo-France publie une typologie des climats de la France métropolitaine dans laquelle la commune est exposée à un climat océanique et est dans la région climatique  Normandie (Cotentin, Orne), caractérisée par une pluviométrie relativement élevée (850 mm/a) et un été frais (15,5 °C) et venté. Parallèlement le GIEC normand, un groupe régional d'experts sur le climat, différencie quant à lui, dans une étude de 2020, trois grands types de climats pour la région Normandie, nuancés à une échelle plus fine par les facteurs géographiques locaux. La commune est, selon ce zonage, exposée à un « climat contrasté des collines », correspondant au Bocage normand, bien arrosé, voire très arrosé sur les reliefs les plus exposés au flux d'ouest, et frais en raison de l'altitude.
Pour la période 1971-2000, la température annuelle moyenne est de 10,4 °C, avec  une amplitude thermique annuelle de 12 °C. Le cumul annuel moyen de précipitations est de 906 mm, avec 13,6 jours de précipitations en janvier et 8,2 jours en juillet. Pour la période 1991-2020, la température moyenne annuelle observée sur la station météorologique la plus proche, située sur la commune de Balleroy-sur-Drôme à 6 km à vol d'oiseau, est de 11,2 °C et le cumul annuel moyen de précipitations est de 924,3 mm,. Pour l'avenir, les paramètres climatiques de la commune estimés pour 2050 selon différents scénarios d'émission de gaz à effet de serre sont consultables sur un site dédié publié par Météo-France en novembre 2022.

## Urbanisme

### Typologie
Au 1er janvier 2024, Cormolain est catégorisée commune rurale à habitat très dispersé, selon la nouvelle grille communale de densité à 7 niveaux définie par l'Insee en 2022.
Elle est située hors unité urbaine. Par ailleurs la commune fait partie de l'aire d'attraction de Caen, dont elle est une commune de la couronne,. Cette aire, qui regroupe 296 communes, est catégorisée dans les aires de 200 000 à moins de 700 000 habitants,.

### Occupation des sols
L'occupation des sols de la commune, telle qu'elle ressort de la base de données européenne d'occupation biophysique des sols Corine Land Cover (CLC), est marquée par l'importance des territoires agricoles (99,5 % en 2018), une proportion identique à celle de 1990 (99,5 %). La répartition détaillée en 2018 est la suivante : terres arables (49,5 %), prairies (49,3 %), zones agricoles hétérogènes (0,7 %), forêts (0,5 %). L'évolution de l'occupation des sols de la commune et de ses infrastructures peut être observée sur les différentes représentations cartographiques du territoire : la carte de Cassini (XVIIIe siècle), la carte d'état-major (1820-1866) et les cartes ou photos aériennes de l'IGN pour la période actuelle (1950 à aujourd'hui).

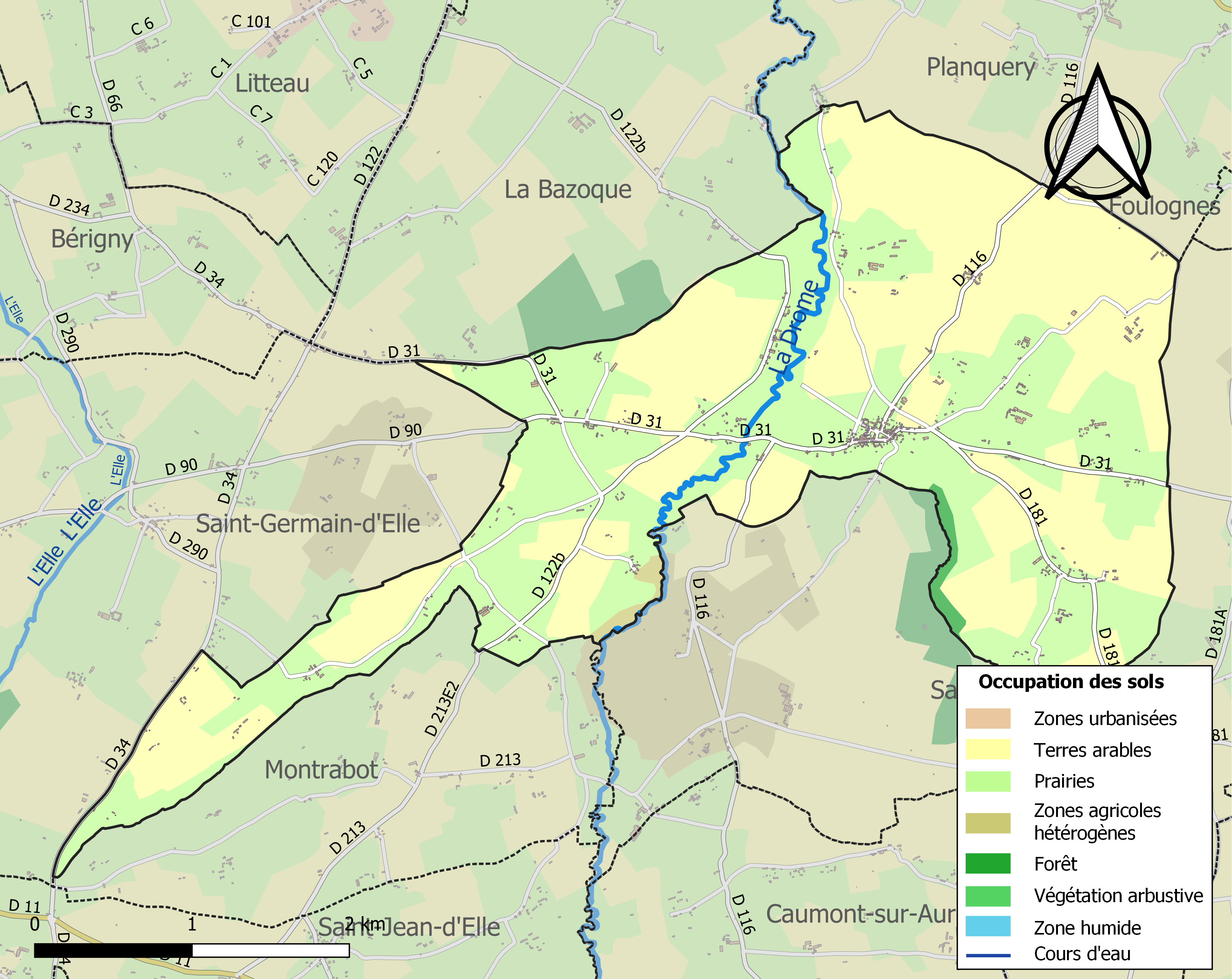
Carte des infrastructures et de l'occupation des sols de la commune en 2018 (CLC).

## Toponymie
Le nom de la localité est attesté sous les formes Cormelanus en 1155 et Cormollein en 1198.
Il est issu du bas latin curtis (latin cohors), « domaine rural », et d'un anthroponyme, roman (Molanus) ou germanique (Modolenus).
Le gentilé est Cormolinais.

## Histoire
En juillet 1346, pendant la guerre de Cent Ans, lors de la chevauchée d'Édouard III sur le sol français, le roi d'Angleterre logea dans le village.

## Politique et administration
| Période                                  | Période   | Identité             | Étiquette | Qualité             |
| ---------------------------------------- | --------- | -------------------- | --------- | ------------------- |
| 1995                                     | mars 2014 | Michel Lecot         | SE        | Agriculteur         |
| mars 2014                                | juin 2017 | Jean-François Poulet | SE        | Enseignant retraité |
| juin 2017                                | En cours  | Cédric Poisson       | DVD       | Cadre territorial   |
| Les données manquantes sont à compléter. |           |                      |           |                     |

Le conseil municipal est composé de onze membres dont le maire et deux adjoints.

### Jumelages
- Burrington (Royaume-Uni) depuis 1978.

## Démographie
L'évolution du nombre d'habitants est connue à travers les recensements de la population effectués dans la commune depuis 1793. Pour les communes de moins de 10 000 habitants, une enquête de recensement portant sur toute la population est réalisée tous les cinq ans, les populations de référence des années intermédiaires étant quant à elles estimées par interpolation ou extrapolation. Pour la commune, le premier recensement exhaustif entrant dans le cadre du nouveau dispositif a été réalisé en 2005.
En 2022, la commune comptait 391 habitants, en évolution de −5,78 % par rapport à 2016 (Calvados : +1,58 %, France hors Mayotte : +2,11 %).
Cormolain a compté jusqu'à 1 050 habitants en 1806.
| 1793  | 1800 | 1806  | 1821  | 1831  | 1836 | 1841 | 1846 | 1851 |
| ----- | ---- | ----- | ----- | ----- | ---- | ---- | ---- | ---- |
| 1 010 | 911  | 1 050 | 1 014 | 1 003 | 982  | 937  | 981  | 945  |

| 1856 | 1861 | 1866 | 1872 | 1876 | 1881 | 1886 | 1891 | 1896 |
| ---- | ---- | ---- | ---- | ---- | ---- | ---- | ---- | ---- |
| 942  | 952  | 885  | 866  | 796  | 807  | 807  | 752  | 740  |

| 1901 | 1906 | 1911 | 1921 | 1926 | 1931 | 1936 | 1946 | 1954 |
| ---- | ---- | ---- | ---- | ---- | ---- | ---- | ---- | ---- |
| 678  | 680  | 667  | 617  | 666  | 578  | 600  | 619  | 610  |

| 1962 | 1968 | 1975 | 1982 | 1990 | 1999 | 2005 | 2006 | 2010 |
| ---- | ---- | ---- | ---- | ---- | ---- | ---- | ---- | ---- |
| 560  | 544  | 436  | 451  | 397  | 356  | 393  | 394  | 394  |

| 2015 | 2020 | 2022 | - | - | - | - | - | - |
| ---- | ---- | ---- | - | - | - | - | - | - |
| 411  | 397  | 391  | - | - | - | - | - | - |

## Culture locale et patrimoine

### Lieux et monuments
- L'église Saint-André, dont le clocher est inscrit au titre des monuments historiques depuis le 31 mai 1927[33]. Elle abrite une Vierge à l'Enfant assise classé au titre objet[34].
- Grotte Saint-Laurent, une des nombreuses répliques de la grotte de Lourdes, installée par l'abbé Hervieux en 1934[35].

### Cormolain dans la fiction
Dans la série The Rook, est visible à plusieurs reprises, dans l'épisode 4 de la saison 1, une vieille affiche publicitaire d'un fromage Camembert fabriqué spécialement dans la Ferme Dupuis, rue aux Vaches, Le Paradis localisé à Cormolain.

### Héraldique
| Blason de Cormolain | Blason  | Parti : au 1er d'argent à un arbre coupé de sinople et fûté de tenné, au 2e d'azur à un flanchis (ou croix de saint André) de sable* ; le tout au chef d'or chargé de la représentation cartographique de la commune de sinople.     |
| Blason de Cormolain | Détails | * Il y a là non-respect de la règle de contrariété des couleurs : ces armes sont fautives (sable sur azur). Le flanchis est une croix de saint André, patron de la paroisse locale. Le statut officiel du blason reste à déterminer. |